# 离散几何学

集合的圆和相应的单位圆盘图

离散几何和组合几何是研究离散几何对象的组合性质和构造方法的几何学的分支。离散几何的大多数问题涉及到基本几何对象的有限集合或离散空间，比如点，线，平面，圆，球，多边形和四维空间。这个主题集中在这些对象的组合属性上，比如他们怎样与另一个相交，或者，它们如何被安排来涵盖一个更大的对象。
离散几何与凸几何和计算几何有很大的重叠部分，与下列学科密切相关，如有限几何，组合优化，数字几何， 离散微分几何，几何图论，复曲面几何和组合拓扑。

## 历史
尽管多面体和分割已经被像开普勒和柯西这样的大数学家等人研究了多年，现代离散几何却源于19世纪后期。早期的研究主题是：阿克塞尔·图厄研究的半群问题, 雷耶和斯坦尼茨研究的射影配置 、赫尔曼·闵可夫斯基研究的几何数论，及泰特，希伍德和Hadwiger研究的四色定理。
拉斯洛*Fejes Tóth, H.S.M.考克斯特和埃尔德什·帕尔，奠定了离散几何的基础。

## 离散几何的主题

### 多面体
多面体是一个有几个平面的几何对象，它存在于任何一般的维数。 多边形可以是来自二维的多面体， 三维甚至更高维的多面体(例如在四的维空间上的 4-多面体 )。一些理论进一步推广这样的想法包括无限多面体(apeirotopes和分割)，和抽象多面体。
以下是离散几何中多面体研究的某些方面：
- 多面体组合
- 凸晶格多面体
- 埃尔哈特多项式
- 皮克定理
- 赫希猜想

### 包装、覆盖和平铺
包装、覆盖，平铺，是以一个规则的方式在平面或多面上安排统一对象的所有方式(典型的有圈，圆域，或铺)。
球体包装是在容纳空间内的非重叠球体的排列。所考虑的圆域通常是规模一致、且该空间通常是三维欧几里德空间。然而，球体包装问题可以大致地被认为是不平衡域，像n维-欧几里德空间(在那里，问题变成二维的圈包装，或更高维的超球空间)，或非欧几里德空间，例如双曲空间。
平坦面上的镶嵌是用一个或多个几何形状以没有重叠和间隙的方式来分割平坦的曲面，称为“铺”。在数学中，镶嵌可以推广到更高维。
该领域的具体主题还包括：
- 圆包装
- 最密堆积
- 克卜勒猜想
- 准晶体
- 非周期性平铺
- 周期图（几何）
- 有限的细分规则

### 结构刚性和柔性

图表绘制通过旋转铰链相连的杆连接。 该循环图 C_{4} （由蓝色箭头表示）形成一个方形可被压成一个平行四边形，因此它是一个柔性图。 K_{3（由红色箭头表示）}，为一个三角形，任何力量作用于它都不能改变它的形状，因此它是一个刚性图。

结构刚性是组合数学的分支，预测由若干個灵活的连杆结构或铰链连接而成的物体，形狀灵活可變抑或固定。
该主题包括：
- 柯西定理
- 柔性多面体

### 關聯結構

在Fano面中七个点是七条线的元素，一个關聯結構的例子。

關聯结构形成平面(如仿射、射影平面、有限反演平面)正如从公理的定义中看到的那样。 關聯的结构还形成了更高维的类似物和有时被称为有限几何的有限结构。
从形式上看，一个關聯结构是一个三元組
{\displaystyle C=(P,L,I),}
其中P是「点」集，L是「线」集，{\displaystyle I\subseteq P\times L}是點與線之間的重合关系。I中的元素称为標記。若
{\displaystyle (p,l)\in I,}
則稱点p「位于」线l上。
主题延伸：
- 構形（英语：Configuration (geometry)）
- 直線佈置（英语：Arrangement of lines）
- 超平面佈置（英语：Hyperplane arrangements）
- 廈

### 面向阵
面向阵 是一个提取了有向图的抽象属性和向量空间上的矢量在有序域 (尤其是有序的矢量空间)上的排列的数学结构。 比较而言，一个普通(即非定向的)拟阵提取了线性无关属性，两者在图上不一定具有导向性，在矢量域的排列上，不一定有序的。

### 几何图论
几何图 是一个由顶点和边缘连接而成的与几何学相关的图。实例包括欧几里德图，1-骨架 的多面体或多胞形，相交图以及可视性图。
主题延伸：
- 图表绘制
- 多面图
- 沃罗诺伊图 与 德劳内三角化

### 单纯复形
单纯复形属拓扑空间的一种，将 点，线段，三角形“粘合在一起”建造起来，形成 n-维的对应方 (见图)。 不要将单纯复形与现代单纯同伦论中出现的更抽象的概念单纯集合混淆。单纯复形的纯粹的组合对应是一个抽象的单纯复形。

### 拓扑组合
拓扑组合学采用拓扑学中组合的概念，并在20世纪初期并入到代数拓扑的领域。
在1978年，当洛瓦茲·拉茲洛证明Kneser猜想的时候，用代数拓扑解决组合数学问题的方法的情况逆转，因而开始拓扑组合新的研究。洛瓦茲在博苏克-乌拉姆定理使用了这个理论且该理论在该新领域保留着关键性的作用。这个定理有许多相关版本及类似物且已被用于公平分割分配的研究中。
主题延伸：
- 斯内尔定理
- 定期地图（图论）

### 格和离散组
一个离散组是一个装有离散的拓扑结构的群 G 。在该拓扑下，G成为一个拓扑群。 一个拓扑群G的离散组是一个子群H，其相对化拓扑（子空间拓扑）是分立的。例如，整数Z，形成离散子群实R (在度量空间的标准下)，但有理数Q做不到这样。
局部紧致拓扑群的格是一个离散群，其商空间具有有限不变量。特殊的集群例子 Rn，它相当于通常的几何概念的一个格，格的代数结构和几何整体的所有格二者都比较好理解。阿尔芒波莱尔, 哈里什 - 钱德拉，乔治·丹尼尔·莫斯托，玉河恒夫，M. S. Raghunathan，格列戈里·马尔古利斯，罗伯特·杰弗里·齐默等人从20世纪50年代至20世纪70年代提供的案例和形成的众多理论中获得更深的结论来在局部域设置幂零李群和约化群。在20世纪90年代，海曼·贝斯和 Alexander Lubotzky 开始研究树格，该领域至今是一个活跃的研究领域。
主题延伸：
- 反射群体
- 三角团

### 数字几何
数字几何处理离散空间组(通常是分散点集)被认为是欧几里德空间的2D或3D数字化的模型或图片的对象。
简单地说，数字化正在用一组离散的点来替代事物。我们从电视屏幕上看到的图像， 计算机或者报纸上的光栅显示，都是实际上的数字图像。
其主要应用领域是计算机图形和图像分析。  

### 离散微分几何
离散微分几何是研究微分几何里离散变换的概念。有多边形， 网格，和单纯复形，而不是光滑的曲线和曲面，它被用在计算机图形和拓扑组合的研究中。
相关主题：
- 分立拉普拉斯算子
- 离散的微积分的外观
- 离散莫尔斯理论
- 拓扑组合
- 光谱形状分析
- 抽象微分几何
- 分形分析

## 其他
- 离散和计算几何（期刊）
- 离散数学
- 埃尔德什·帕尔

## 外部連結
1. ↑  Pach, János;  et al, , Alfréd Rényi Institute of Mathematics, 2008  [2018-03-18], （原始内容存档于2021-04-21）
2. ↑  
Katona, G. O. H., , Studia Scientiarum Mathematicarum Hungarica, 2005, 42 (2): 113
3. ↑  
Bárány, Imre, , Horváth, János  (编), , New York: Springer: 431–441, 2010, ISBN 9783540307211
4. ↑  Rockafellar 1969. Björner et alia, Chapters 1-3. Bokowski, Chapter 1. Ziegler, Chapter 7.
5. ↑  Björner et alia, Chapters 1-3. Bokowski, Chapters 1-4.
6. ↑  Because matroids and oriented matroids are abstractions of other mathematical abstractions, nearly all the relevant books are written for mathematical scientists rather than for the general public. For learning about oriented matroids, a good preparation is to study the textbook on linear optimization by Nering and Tucker, which is infused with oriented-matroid ideas, and then to proceed to Ziegler's lectures on polytopes.
7. ↑  See Li Chen, Digital and discrete geometry: Theory and Algorithms, Springer, 2014.  （页面存档备份，存于）